# Eupithecia barbaria
Eupithecia barbaria är en fjärilsart som beskrevs av Leo Schwingenschuss 1955. Eupithecia barbaria ingår i släktet Eupithecia och familjen mätare. Inga underarter finns listade i Catalogue of Life.